# Angélique Arnauld
Jacqueline-Marie-Angélique Arnauld (1591 - 6 d'agost de 1661) fou l'abadessa reformadora de Port-Royal, la tercera dels vint germans Arnauld.
El seu avi Marión anhelava que fos religiosa, i als vuit anys li vestiren l'hàbit en el noviciat de benedictines de Sant Antoni de París; l'any següent (1600) fou traslladada a l'abadia de Maubuisson, on prengué el nom d'Angèlica. El 1602, per un frau, aconseguí la seva família del papa que se l'anomenés coadjutora de l'abadessa de Port-Royal. Educada en el regal, entre lectures frívoles sempre profanes i fora de tota disciplina, no deixà d'emetre els vots als disset anys, només per l'orgull de no retrocedir. Però, després d'haver escoltat aquell mateix any un sermó d'un franciscà, restà profundament transformada. Ja era abadessa, i el seu nou esperit de rigor pensà infondre'l en la seva abadia. A una gran penetració d'intel·ligència unia un ferm caràcter, dots que li permeteren superar les no poques dificultats que en la reforma s'oferien. Angèlica arribà a tancar les portes del monestir al seu pare i germans malgrat els precs i amenaces. Aquest fet es coneix per la Journée du guichet (26 de setembre de 1609). Plena d'espines era l'empresa de portar la reforma a l'abadia de Maubuisson, i assolí imprimir-li una disciplina de la qual era ben necessitada. Port-Royal (Abadia), adquirí un assenyalat prestigi per l'exemplaritat de la seva observança. Apreciant aquella vall de condicions de vida gens saludable, la mare Angèlica es traslladà (1625) amb la comunitat al raval de Saint-Jacques de París, en el local que més tard serví d'hospici de la Maternitat, l'anomenat Port-Royal de París. Des de 1633 entregà a l'abat de Saint-Cyran l'absoluta direcció del seu esperit i del seu convent. Tingut com un oracle, el ferreny jansenista, enemic de la recepció de sagraments en les condicions de fervor ordinari, aconseguí l'efecte d'infiltrar en aquelles ànimes un esperit de misticisme autònom, inquietant i insostenible.

## Saint-Cyran
Homes com Lancelot, Le Maître, de Sacy, de Sericourt, i diversos membres de la família Arnauld foren atrets pel nom de Saint-Cyran a Port-Royal: portaven una vida mortificada i foren anomenats els “solitaris de Port-Royal”. Per altra banda, la mare Angèlica havia reunit sota bàcul a les seves cinc germanes i diverses nebodes. Calia proveir al funest perdut Port-Royal pel contagi de Saint-Cyran, i el cardenal Richelieu empresonà aquest a Vincennes (1638). La mare Angèlica li'n fou més costat que mai, i quan morí, el 1643, el venerà poc menys que com un sant màrtir. Sense seny ni discreció vacil·là molt a trobar-se sense aquell a qui considerava el seu mestre infalible. Al cap de vint-i-dos anys d'haver abandonat el vell Port-Royal, la mare Angèlica i la seva comunitat tornaren a ocupar-se'n.
Angèlica desplegà una activitat inusitada en la memorable campanya jansenista des de la condemnació de les cinc proposicions del Augustinus per Innocenci X: fou un dels més moguts i eficaços adalils de la causa. Excità a la rebel·lió, condemnà a qui no era jansenista (a Sant Vicenç de Paül entre d'altres) i va escriure cartes per a il·luminar i enfortír als que vacil·laven.
Morí aquesta notable dona, el 6 d'agost de 1661. Amb els ferits de guerra de la Fronda es feu admirar per la seva ardent caritat.
D'Angèlica es conserven col·leccions de Cartes, Conversacions i Comferències i alguns altres escrits, a més de les Mémoires pour servir à l'histoire de Port-Royal.

## Germans d'Angèlica
El seu germà petit Antoine Arnauld (1612-1694, dit «el Gran», fou llicenciat en lleis i teòleg. Agnès germana de la mare Angèlica, a la que sobrevisqué deus anys, fou abadessa del monestir de Tard. Compongué un petit tractat de 20 pàgines titulat El Rosari secret, en el que descriu l'eucaristia com 
a terrible i inaccessible. La Sorbona la condemnà el 18 de juny de 1633. Tal fou el pas primer de fonda petja de Port-Royal vers el jansenisme. Molt aviat aparegué una apologia de l'escrit, sortida de la ploma de Saint-Cyran. A més la mare Agnès va compondre Image de la religieuse parfaite et imparfaite. Joaquima Maria Angèlica (1591-1661) era germana de la mare Angèlica i abadessa de Port-Royal, que deixà alguns escrits. La mare Angèlica de Sant Joan, neboda de l'última i abadessa de Port-Royal. Joana Catalina Agnès (193-1671), abadessa de Saint-Cyr (1599), religiosa del monestir de Port-Royal reformat per la seva germana i més tard abadessa d'aquest últim monestir. Es distingí pel seu talent i per la seva pietat tendre i afectuosa. Deixà Lettres publicades per Fangerre (París, 1858).